# Узкая бухта
У́зкая бу́хта (укр. Вузька бухта, крымскотат. Tar körfez, Тар корьфез) — бухта, являющаяся составляющим водоёмом Каркинитского залива (Чёрного моря). Прежнее название — Ак-Мечетская бухта. Омывает пгт Черноморское (Крым). Также на берегу расположен исторический комплекс Калос-Лимен. Имеет песчаный берег длиной 6 км. Ни одна река не впадает в эту бухту.